# Jean-Jacques Audubon
Pour les articles homonymes, voir Audubon.
Jean-Jacques Audubon (ou John James Audubon aux États-Unis), né le 26 avril 1785 aux Cayes (Saint-Domingue) et mort le 27 janvier 1851 à New York, est un ornithologue, naturaliste et peintre américain d'origine française, naturalisé en 1812, considéré comme le premier ornithologue du Nouveau Monde.

## Biographie

### Enfance
Créole blanc, Audubon naît sous le nom de Jean Rabine le 26 avril 1785 aux Cayes, dans la colonie française de Saint-Domingue (actuelle Haïti). Il est le fils illégitime de Jean Audubon, capitaine au long cours protestant et d'origine bretonne, qui possédait dans l'île des plantations et des esclaves et de Jeanne Rabine, une immigrée née aux Touches (à 30 km au nord-est de Nantes).
Sa mère décédant quelques mois après sa naissance, Audubon est d'abord élevé par une métisse octavone, Catherine Bouffard, surnommée Sanite. Celle-ci était en ménage avec Jean Audubon et vivait sur la plantation de la Plaine de Cayes. Dans un essai à l'attention de ses fils, Jean-Jacques Audubon inventera que sa mère biologique était une dame d'origine espagnole venant de Louisiane, et qu'elle aurait été tuée lors de l'insurrection des esclaves à Saint-Domingue.
En 1788, son père envoie Jean en métropole auprès de son épouse officielle, Anne Moynet Audubon, veuve Recordel, qui vit à La Gerbetière, une propriété de Couëron (à 16 km à l'ouest de Nantes), acquise par son père avant la Révolution. En 1794, son père et sa belle-mère adoptent officiellement Jean Rabin qui devient alors Jean-Jacques Audubon.

La Gerbetière à Couëron où Audubon a passé son enfance.
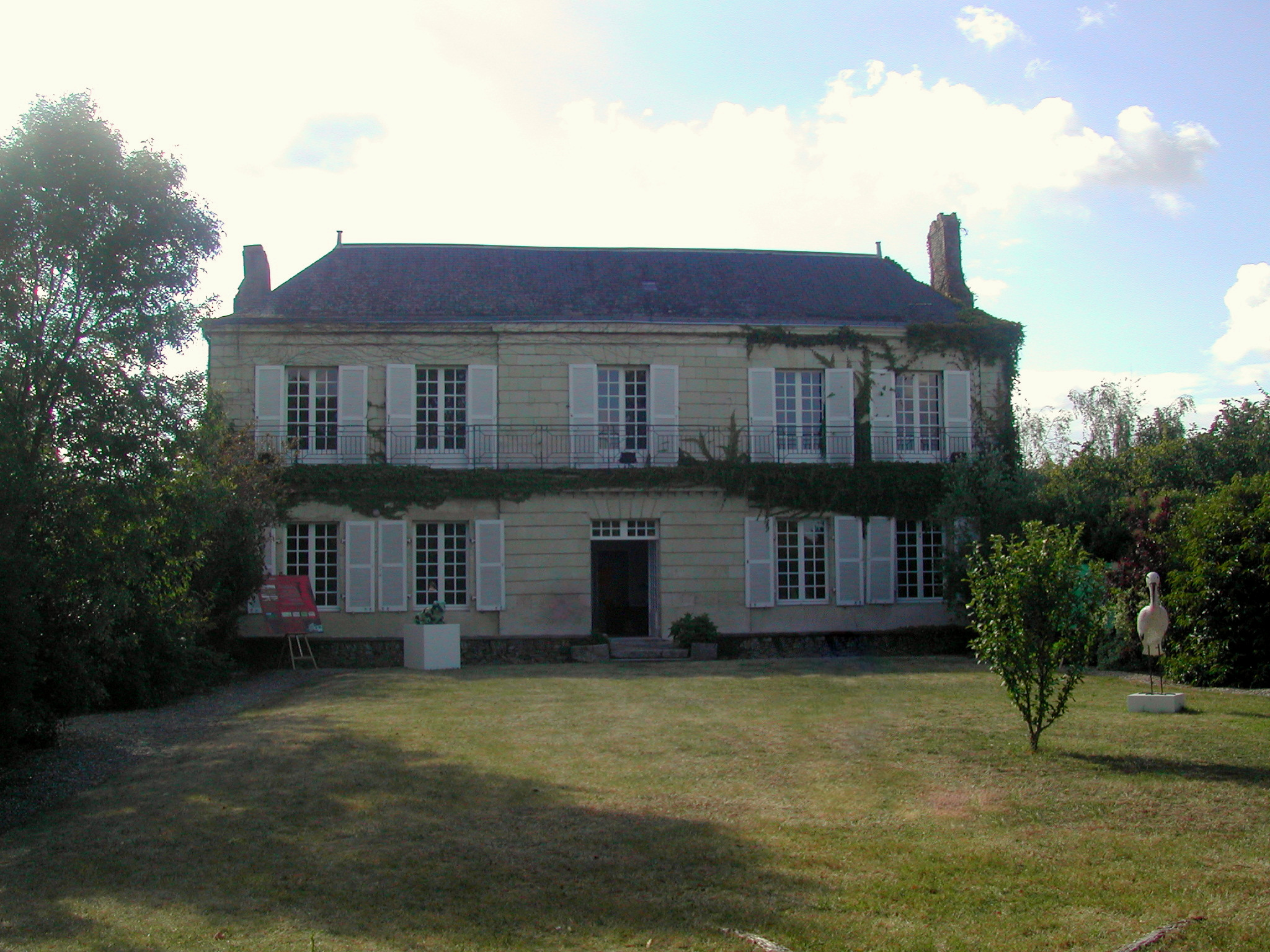
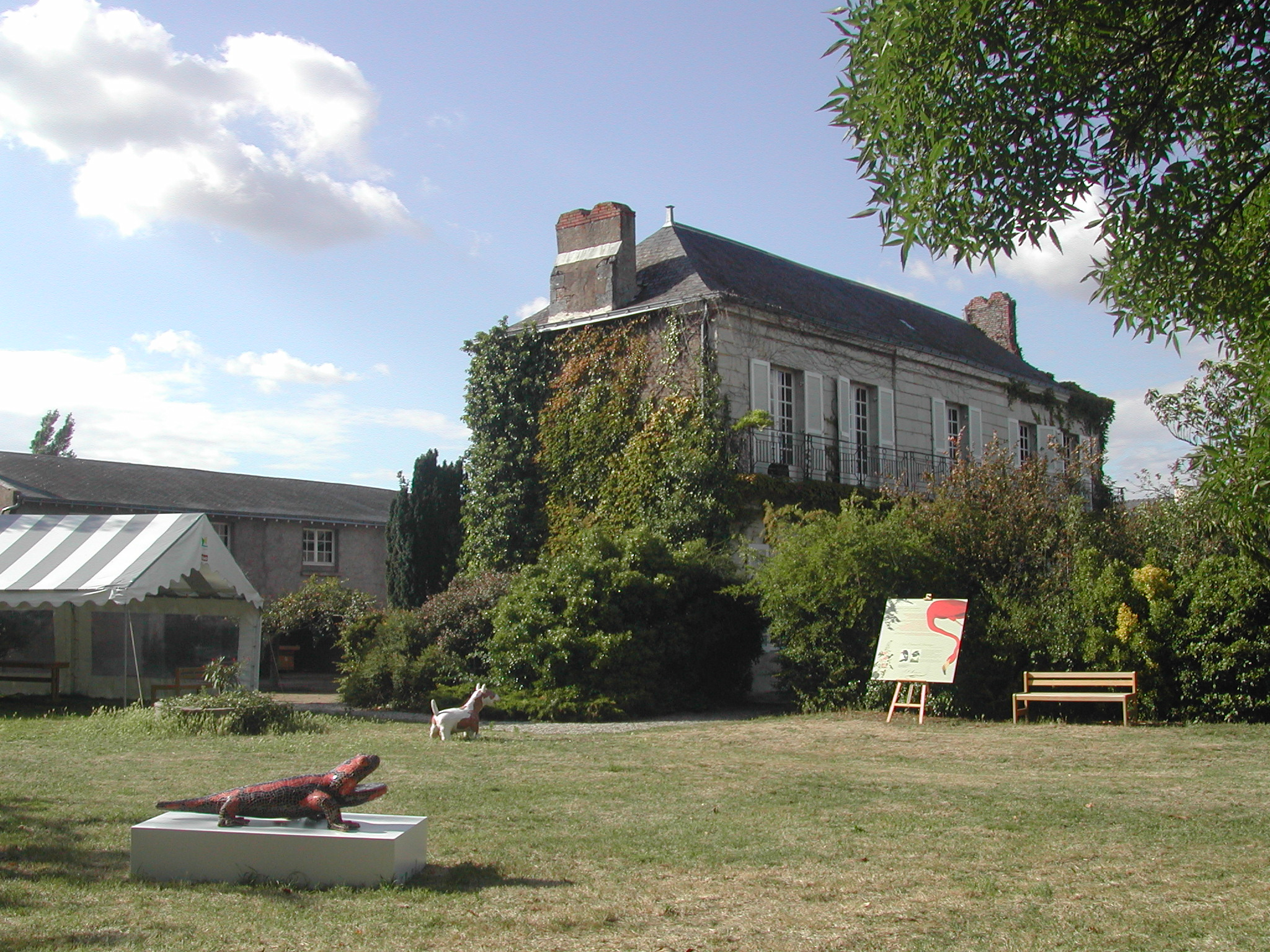

Trop jeune pour se souvenir de ses premières années à Saint-Domingue, Jean-Jacques Audubon restera néanmoins toujours favorable à l'esclavage. Il sera lui-même propriétaire d'esclaves, même devenu citoyen américain, et se vantera d'avoir convaincu une famille d'esclaves en fuite de retourner chez leurs maîtres,.
Il a prétendu avoir reçu des leçons du peintre Davidmais, comme beaucoup d'autres « histoires » d'Audubon, cette affirmation est infondée[réf. nécessaire].

### Départ pour les États-Unis
En 1803, son père lui obtient un faux passeport qui lui permet de se rendre aux États-Unis et d'échapper ainsi à la conscription en vigueur en cette période de guerres napoléoniennes. Pendant le voyage, il contracte la fièvre jaune. Le capitaine du bateau le débarque alors dans une pension dirigée par des femmes quakers qui le soignent, le guérissent et lui enseignent l'anglais particulier des quakers.
Il devient contremaître dans une ferme près de Philadelphie et commence à étudier l'histoire naturelle en dirigeant la première opération de baguage du continent. Il noue un fil à la patte d'une moucherolle (Sayornis phoebe) et remarque ainsi que ces oiseaux reviennent nicher chaque année aux mêmes endroits. Il commence également à dessiner et à peindre des oiseaux.
Il a trois enfants de son union avec Lucy Bakewell (en) : Victor, John et une petite fille qui décédera avant son premier anniversaire.
Après plusieurs années de succès commerciaux en Pennsylvanie et dans le Kentucky, il fait faillite, ce qui l'incite à poursuivre avec plus d'ardeur son étude de la nature et sa pratique de la peinture. Il descend le Mississippi avec son fusil, sa boîte de couleurs, son assistant et deux esclaves à lui, dans l'intention de trouver et de peindre toutes les espèces d'oiseaux d'Amérique du Nord. Il mène à partir de 1810 une vie errante de chasseur, tout en observant la nature avec amour et en décrivant et en illustrant la flore et la faune, en particulier les oiseaux, avec grand talent.

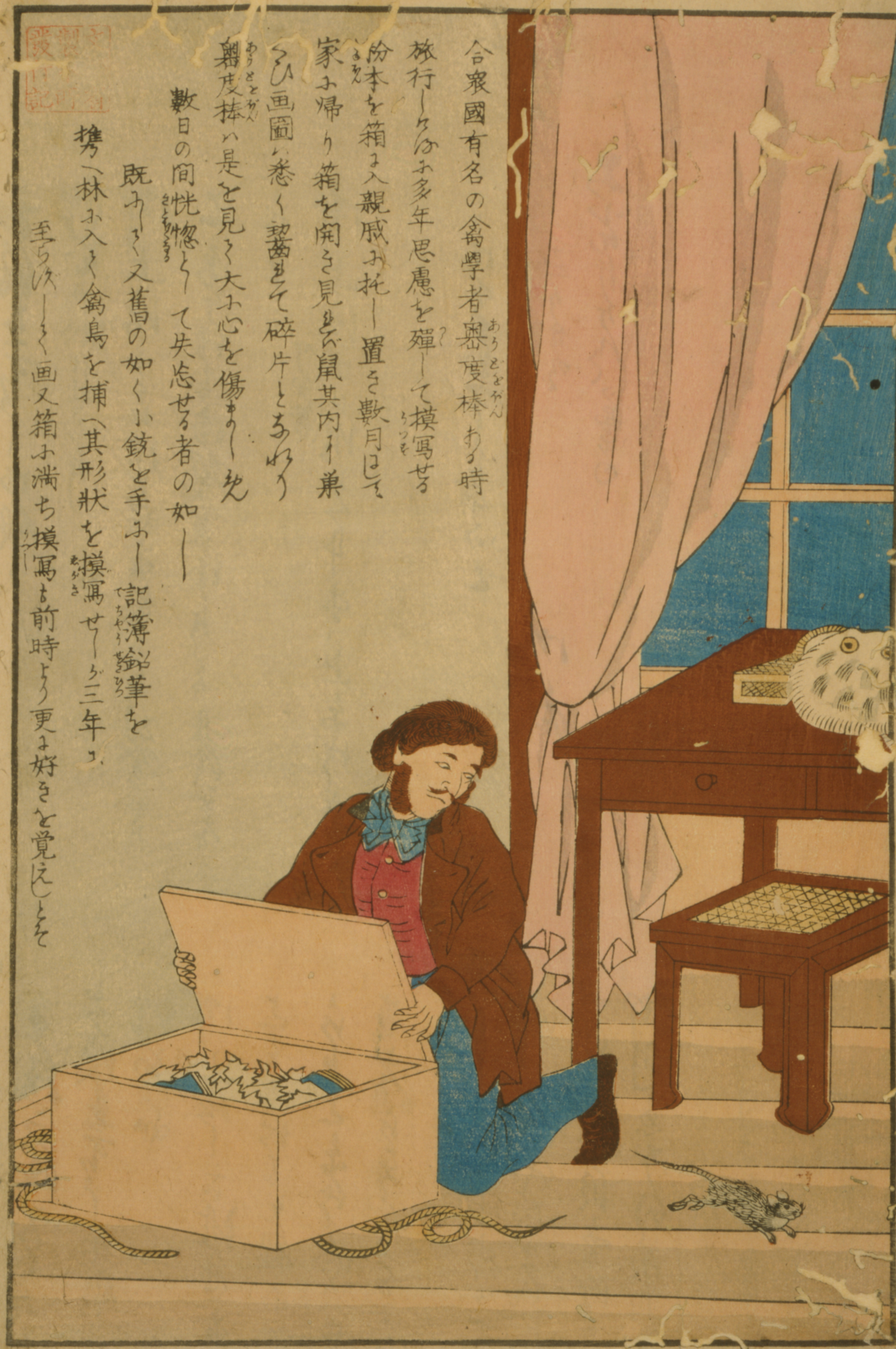
Estampe japonaise illustrant une anecdote où Audubon découvre que ses planches ont été grignotées par un rat.

Pour dessiner ou peindre les oiseaux, il doit d'abord les abattre avec du petit plomb pour ne pas les déchiqueter. Il utilise ensuite du fil de fer pour les maintenir et leur rendre une position naturelle. Ses oiseaux sont représentés de façon vivante dans leur habitat naturel. Cette disposition contraste avec les représentations empesées de ses contemporains tels qu'Alexander Wilson. Audubon écrit : « Je dis qu'il y a peu d'oiseaux quand j'en abats moins de cent par jour. » Un de ses biographes, Duff Hart-Davis, observe : « Plus l'oiseau était rare, plus il le poursuivait passionnément, apparemment sans jamais s'inquiéter du fait que tuer le spécimen pouvait précipiter l'extinction de son espèce. »
Ne disposant pas d'autres revenus, il améliore l'ordinaire en vendant des portraits à la commande, tandis que son épouse Lucy travaille comme préceptrice dans les familles de riches planteurs. Il cherche un éditeur pour ses dessins d'oiseaux à Philadelphie, mais sans succès, sans doute en partie parce qu'il s'était attiré l'inimitié des sommités scientifiques de la ville, membres de l'Académie des sciences naturelles.
Enfin, en 1826, âgé de quarante-et-un ans, il débarque à Londres avec son portfolio. Les Britanniques ne se lassent pas des images d'une Amérique sauvage et pleine de forêts. Son succès est immédiat. Il est fêté comme « l'homme des bois américain » et récolte suffisamment d'argent pour publier Les Oiseaux d'Amérique entre 1830 et 1839. Son ouvrage, remarquable par l'exactitude des détails et par la beauté de l'exécution, se compose de quatre volumes contenant 435 planches grandeur nature peintes à la main. Le roi George IV compte parmi ses admirateurs enthousiastes. Audubon est élu membre de la Royal Society, suivant ainsi Benjamin Franklin qui en fut le premier membre américain. Alors qu'il se trouve à Édimbourg à la recherche de souscriptions pour son livre, il fait une démonstration de sa manière d'utiliser des fils pour déployer les oiseaux devant la Wernerian Natural History Association du professeur Robert Jameson. Un étudiant nommé Charles Darwin fait partie du public. Il visite également la salle de dissection de l'anatomiste Robert Knox, peu avant l'association de Knox avec les tueurs Burke et Hare. Il adjoint à ses Oiseaux d'Amérique les Biographies ornithologiques (Édimbourg, 1831-1839, 5 volumes in-8), qui contiennent la description de la vie de chaque espèce représentée. Cet ouvrage est rédigé en collaboration avec l'ornithologue écossais William MacGillivray.
Audubon poursuit ses expéditions en Amérique du Nord et achète une propriété sur l'Hudson, aujourd'hui Audubon Park. En 1842, il publie aux États-Unis une édition populaire des Oiseaux d'Amérique. De retour dans sa patrie, il entreprend, avec le concours du docteur John Bachman (1790-1874), la description des mammifères, les Quadrupèdes vivipares d'Amérique du Nord, qui paraît à New York en 1850. Le livre est achevé par ses fils et sa femme.
Mort en janvier 1851, à l'âge de soixante-cinq ans, John James Audubon est sans doute enterré au cimetière de Trinity Churchyard, au croisement de la 155e Rue et de Broadway, dans le quartier de Washington Heights à New York, où se trouve un imposant monument érigé en son honneur.

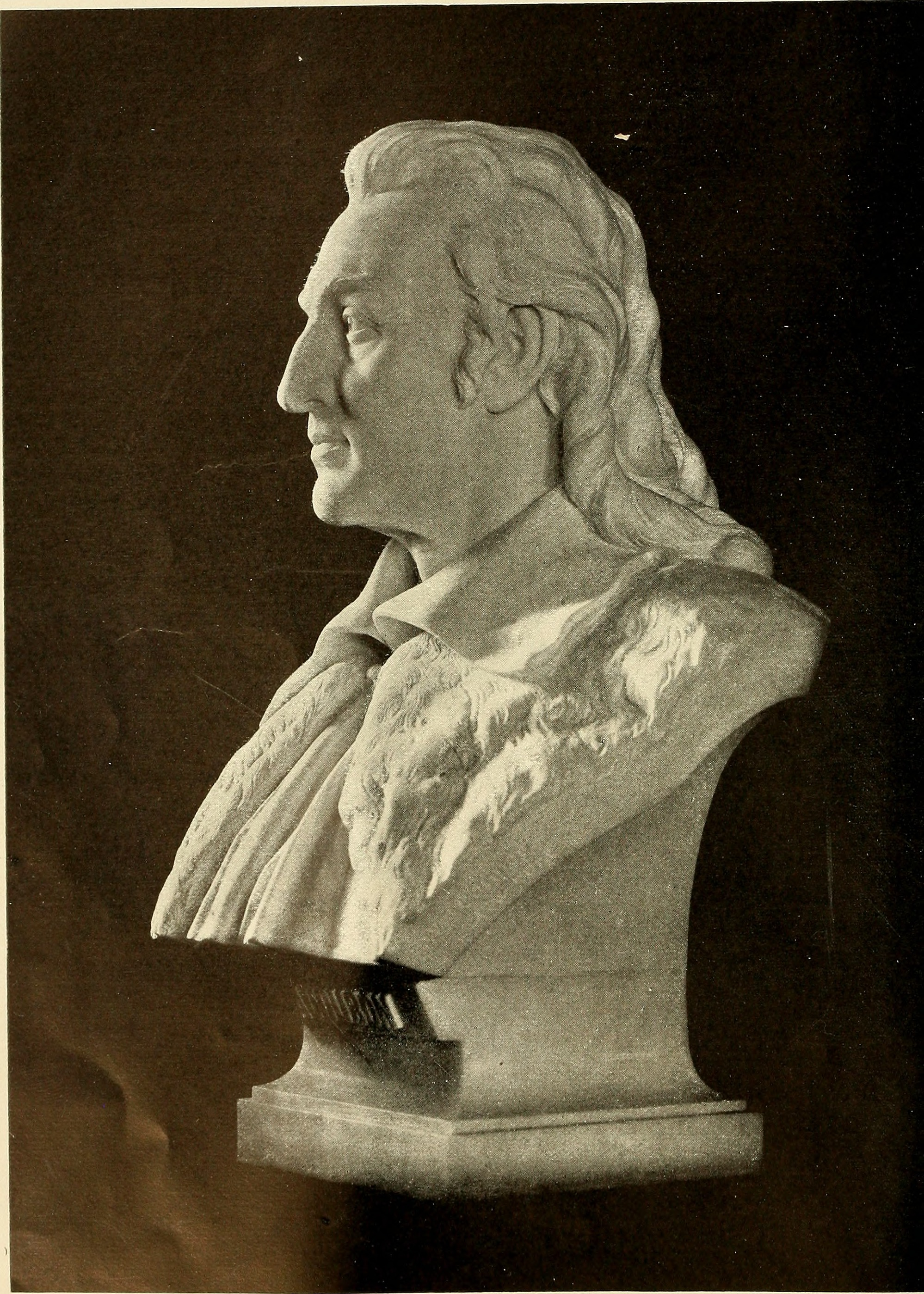
Buste de Jean-Jacques Audubon.
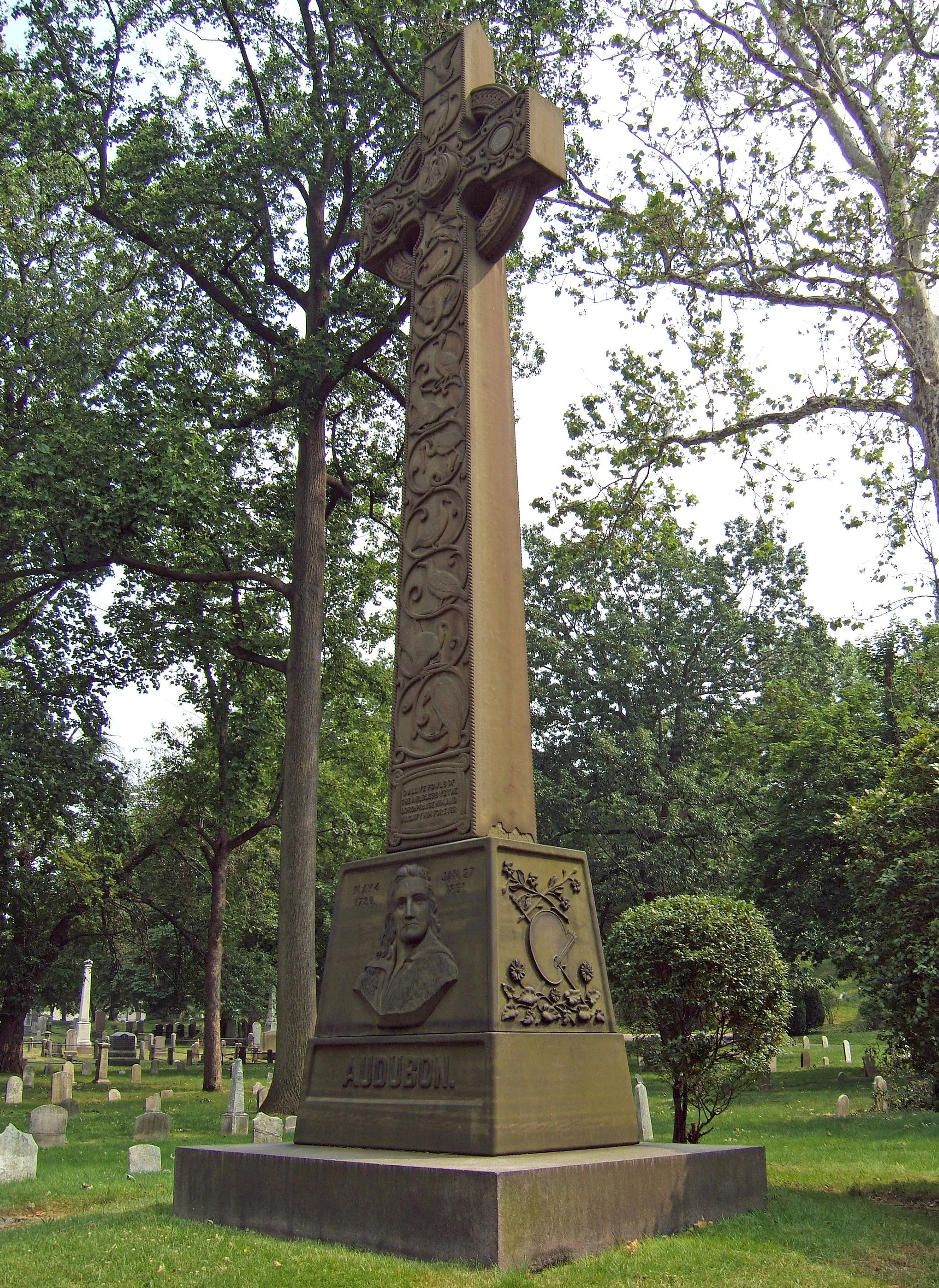
Monument à John James Audubon.

## Famille
|  |  |  |  |             |             | Pierre Audubon 1707-1771 Capitaine de vaisseau | Pierre Audubon 1707-1771 Capitaine de vaisseau | Pierre Audubon 1707-1771 Capitaine de vaisseau | Pierre Audubon 1707-1771 Capitaine de vaisseau | Pierre Audubon 1707-1771 Capitaine de vaisseau | Pierre Audubon 1707-1771 Capitaine de vaisseau |                                            |                                            |                                            |                                            |                                               |                                               | Marie Anne Martin 1711-?                      | Marie Anne Martin 1711-?                      | Marie Anne Martin 1711-?                      | Marie Anne Martin 1711-?                      | Marie Anne Martin 1711-? | Marie Anne Martin 1711-? |                        |                        | Guillaume Rabine 1734-1802 | Guillaume Rabine 1734-1802 | Guillaume Rabine 1734-1802 | Guillaume Rabine 1734-1802 | Guillaume Rabine 1734-1802 | Guillaume Rabine 1734-1802 |                         |                         |                         |                         |                         |                         | Marie Le Comte 1729-1789 | Marie Le Comte 1729-1789 | Marie Le Comte 1729-1789 | Marie Le Comte 1729-1789 | Marie Le Comte 1729-1789 | Marie Le Comte 1729-1789 |  |  |  |  |  |  |  |  |  |  |
|  |  |  |  |             |             | Pierre Audubon 1707-1771 Capitaine de vaisseau | Pierre Audubon 1707-1771 Capitaine de vaisseau | Pierre Audubon 1707-1771 Capitaine de vaisseau | Pierre Audubon 1707-1771 Capitaine de vaisseau | Pierre Audubon 1707-1771 Capitaine de vaisseau | Pierre Audubon 1707-1771 Capitaine de vaisseau |                                            |                                            |                                            |                                            |                                               |                                               | Marie Anne Martin 1711-?                      | Marie Anne Martin 1711-?                      | Marie Anne Martin 1711-?                      | Marie Anne Martin 1711-?                      | Marie Anne Martin 1711-? | Marie Anne Martin 1711-? |                        |                        | Guillaume Rabine 1734-1802 | Guillaume Rabine 1734-1802 | Guillaume Rabine 1734-1802 | Guillaume Rabine 1734-1802 | Guillaume Rabine 1734-1802 | Guillaume Rabine 1734-1802 |                         |                         |                         |                         |                         |                         | Marie Le Comte 1729-1789 | Marie Le Comte 1729-1789 | Marie Le Comte 1729-1789 | Marie Le Comte 1729-1789 | Marie Le Comte 1729-1789 | Marie Le Comte 1729-1789 |  |  |  |  |  |  |  |  |  |  |
|  |  |  |  |             |             |                                                |                                                |                                                |                                                |                                                |                                                |                                            |                                            |                                            |                                            |                                               |                                               |                                               |                                               |                                               |                                               |                          |                          |                        |                        |                            |                            |                            |                            |                            |                            |                         |                         |                         |                         |                         |                         |                          |                          |                          |                          |                          |                          |  |  |  |  |  |  |  |  |  |  |
|  |  |  |  | Anne Moynet | Anne Moynet | Anne Moynet                                    | Anne Moynet                                    | Anne Moynet                                    | Anne Moynet                                    |                                                |                                                | Jean Audubon 1744-1818 Capitaine, corsaire | Jean Audubon 1744-1818 Capitaine, corsaire | Jean Audubon 1744-1818 Capitaine, corsaire | Jean Audubon 1744-1818 Capitaine, corsaire | Jean Audubon 1744-1818 Capitaine, corsaire    | Jean Audubon 1744-1818 Capitaine, corsaire    |                                               |                                               |                                               |                                               |                          |                          |                        |                        |                            |                            |                            |                            |                            |                            | Jeanne Rabine 1758-1785 | Jeanne Rabine 1758-1785 | Jeanne Rabine 1758-1785 | Jeanne Rabine 1758-1785 | Jeanne Rabine 1758-1785 | Jeanne Rabine 1758-1785 |                          |                          |                          |                          |                          |                          |  |  |  |  |  |  |  |  |  |  |
|  |  |  |  | Anne Moynet | Anne Moynet | Anne Moynet                                    | Anne Moynet                                    | Anne Moynet                                    | Anne Moynet                                    |                                                |                                                | Jean Audubon 1744-1818 Capitaine, corsaire | Jean Audubon 1744-1818 Capitaine, corsaire | Jean Audubon 1744-1818 Capitaine, corsaire | Jean Audubon 1744-1818 Capitaine, corsaire | Jean Audubon 1744-1818 Capitaine, corsaire    | Jean Audubon 1744-1818 Capitaine, corsaire    |                                               |                                               |                                               |                                               |                          |                          |                        |                        |                            |                            |                            |                            |                            |                            | Jeanne Rabine 1758-1785 | Jeanne Rabine 1758-1785 | Jeanne Rabine 1758-1785 | Jeanne Rabine 1758-1785 | Jeanne Rabine 1758-1785 | Jeanne Rabine 1758-1785 |                          |                          |                          |                          |                          |                          |  |  |  |  |  |  |  |  |  |  |
|  |  |  |  |             |             |                                                |                                                |                                                |                                                |                                                |                                                |                                            |                                            |                                            |                                            |                                               |                                               |                                               |                                               |                                               |                                               |                          |                          |                        |                        |                            |                            |                            |                            |                            |                            |                         |                         |                         |                         |                         |                         |                          |                          |                          |                          |                          |                          |  |  |  |  |  |  |  |  |  |  |
|  |  |  |  |             |             |                                                |                                                |                                                |                                                |                                                |                                                |                                            |                                            |                                            |                                            | Jean-Jacques Audubon                          | Jean-Jacques Audubon                          | Jean-Jacques Audubon                          | Jean-Jacques Audubon                          | Jean-Jacques Audubon                          | Jean-Jacques Audubon                          |                          |                          | Lucy Bakewell (en)     | Lucy Bakewell (en)     | Lucy Bakewell (en)         | Lucy Bakewell (en)         | Lucy Bakewell (en)         | Lucy Bakewell (en)         |                            |                            |                         |                         |                         |                         |                         |                         |                          |                          |                          |                          |                          |                          |  |  |  |  |  |  |  |  |  |  |
|  |  |  |  |             |             |                                                |                                                |                                                |                                                |                                                |                                                |                                            |                                            |                                            |                                            | Jean-Jacques Audubon                          | Jean-Jacques Audubon                          | Jean-Jacques Audubon                          | Jean-Jacques Audubon                          | Jean-Jacques Audubon                          | Jean-Jacques Audubon                          |                          |                          | Lucy Bakewell (en)     | Lucy Bakewell (en)     | Lucy Bakewell (en)         | Lucy Bakewell (en)         | Lucy Bakewell (en)         | Lucy Bakewell (en)         |                            |                            |                         |                         |                         |                         |                         |                         |                          |                          |                          |                          |                          |                          |  |  |  |  |  |  |  |  |  |  |
|  |  |  |  |             |             |                                                |                                                |                                                |                                                |                                                |                                                |                                            |                                            |                                            |                                            |                                               |                                               |                                               |                                               |                                               |                                               |                          |                          |                        |                        |                            |                            |                            |                            |                            |                            |                         |                         |                         |                         |                         |                         |                          |                          |                          |                          |                          |                          |  |  |  |  |  |  |  |  |  |  |
|  |  |  |  |             |             |                                                |                                                |                                                |                                                |                                                |                                                |                                            |                                            |                                            |                                            |                                               |                                               |                                               |                                               |                                               |                                               |                          |                          |                        |                        |                            |                            |                            |                            |                            |                            |                         |                         |                         |                         |                         |                         |                          |                          |                          |                          |                          |                          |  |  |  |  |  |  |  |  |  |  |
|  |  |  |  |             |             |                                                |                                                | Victor Gifford Audubon 1809-1860               | Victor Gifford Audubon 1809-1860               | Victor Gifford Audubon 1809-1860               | Victor Gifford Audubon 1809-1860               | Victor Gifford Audubon 1809-1860           | Victor Gifford Audubon 1809-1860           |                                            |                                            | John Woodhouse Audubon (en) 1812-1862 Peintre | John Woodhouse Audubon (en) 1812-1862 Peintre | John Woodhouse Audubon (en) 1812-1862 Peintre | John Woodhouse Audubon (en) 1812-1862 Peintre | John Woodhouse Audubon (en) 1812-1862 Peintre | John Woodhouse Audubon (en) 1812-1862 Peintre |                          |                          | Lucy Audubon 1815-1817 | Lucy Audubon 1815-1817 | Lucy Audubon 1815-1817     | Lucy Audubon 1815-1817     | Lucy Audubon 1815-1817     | Lucy Audubon 1815-1817     |                            |                            | Rose Audubon 1819-1819  | Rose Audubon 1819-1819  | Rose Audubon 1819-1819  | Rose Audubon 1819-1819  | Rose Audubon 1819-1819  | Rose Audubon 1819-1819  |                          |                          |                          |                          |                          |                          |  |  |  |  |  |  |  |  |  |  |

## Hommages posthumes et critiques
La Massachusetts Audubon Society, la première parmi les nombreuses sociétés savantes Audubon, a été fondée et nommée en son honneur en 1896.
Plusieurs communes dans l'État de l'Iowa portent le nom d'Audubon, notamment la ville d'Audubon, chef-lieu du comté d'Audubon. Une artère porte son nom à New York, l'Audubon Avenue, située dans le quartier de Washington Heights dans le Upper Manhattan. Une ville fantôme du Texas fut fondée en 1865 et nommée ainsi en hommage au naturaliste.
La Census-designated place d'Audubon, en Pennsylvanie, est nommé en son honneur.
En Bretagne, il y a une rue Jean-Jacques Audubon à Nantes, ainsi qu'à Couëron, à Bouaye et à Lannion. Les marais qui s'étendent à l'ouest de Couëron portent le nom de marais Audubon. En 2002, la Ville de Couëron a acquis la maison d’enfance d’Audubon « La Gerbetière ». À Paris, il y a également une rue Audubon dans le 12e arrondissement, non loin du Jardin des plantes et du Muséum national d'histoire naturelle, de l'autre côté de la Seine via le pont d'Austerlitz. En 1995, la Poste reproduit, sur un bloc de quatre timbres-poste, quatre peintures d'oiseaux d'Audubon.
Au Canada, il y a plusieurs rues Audubon, toutes sont situées au Québec. Deux d'entre elles sont dans l'agglomération de Montréal, une à Dollard-des-Ormeaux et l'autre à Kirkland ; la ville de Québec en possède une à Charlesbourg, enfin deux autres sont indiquées sur la rive nord du golfe-du-Saint-Laurent, une à Port-Cartier et l'autre à Sept-Îles.
À La Nouvelle-Orléans, l'Audubon Zoo (en) est ainsi nommé en hommage à Jean-Jacques Audubon, qui a peint beaucoup d'oiseaux en Louisiane.
L'astéroïde de la ceinture principale (75564) Audubon lui a été dédié.
En 2022, un film documentaire célèbre son œuvre picturale .
Trois espèces d'oiseaux ont des noms communs qui lui rendent hommage : goéland d'Audubon, puffin d'Audubon et oriole d'Audubon. En 2023, la Société américaine d'ornithologie annonce qu'elle va procéder au changement du nom commun de ces espèces, afin que ceux-ci mentionnent les particularités physiques de l'oiseau, et en raison du rôle esclavagiste de Jean-Jacques Audubon,.

## Galerie

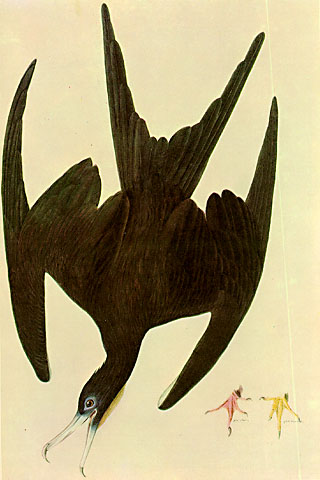
Frégate superbe Fregata magnificens.
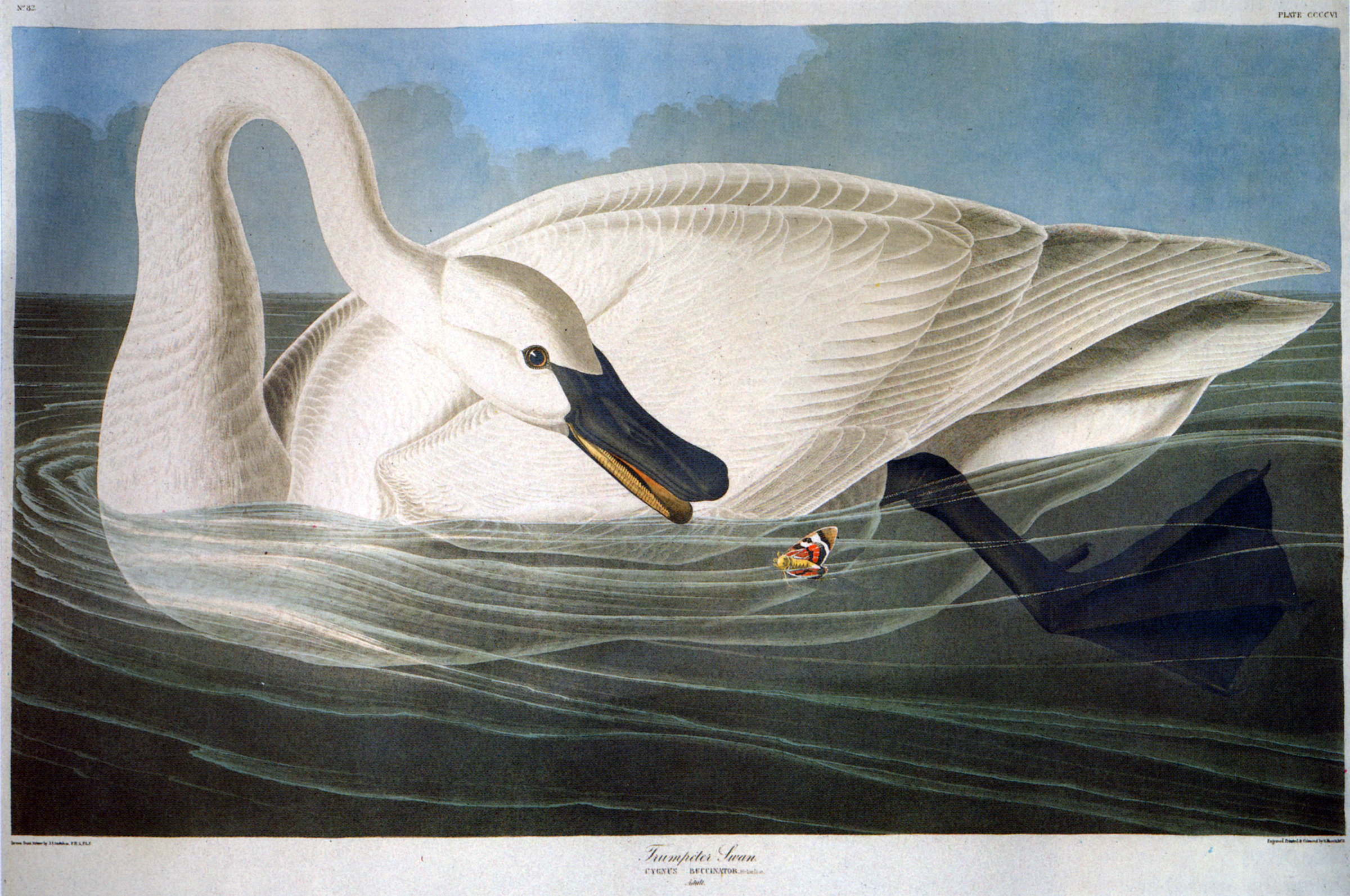
Cygne trompette Cygnus buccinator.
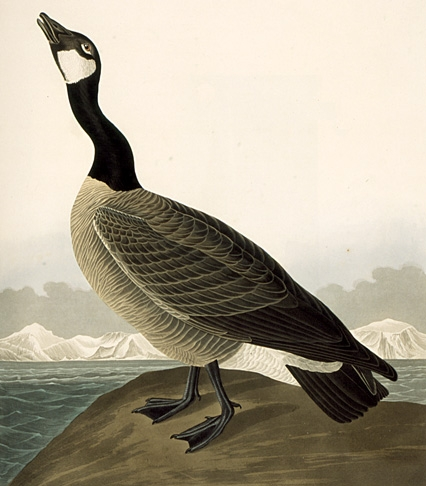
Bernache du Canada Branta canadensis.
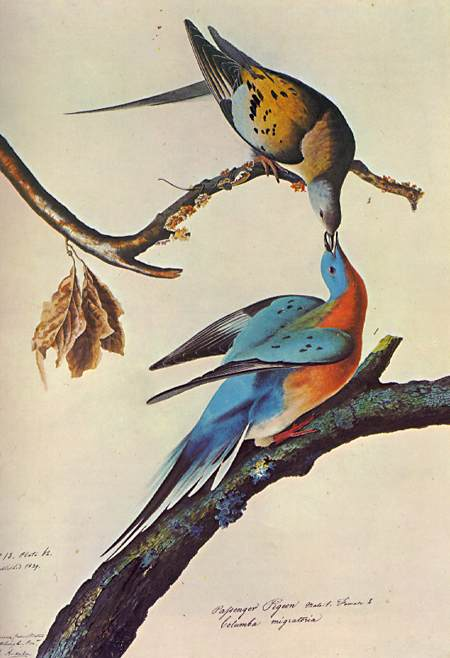
Pigeons migrateurs Ectopistes migratorius.
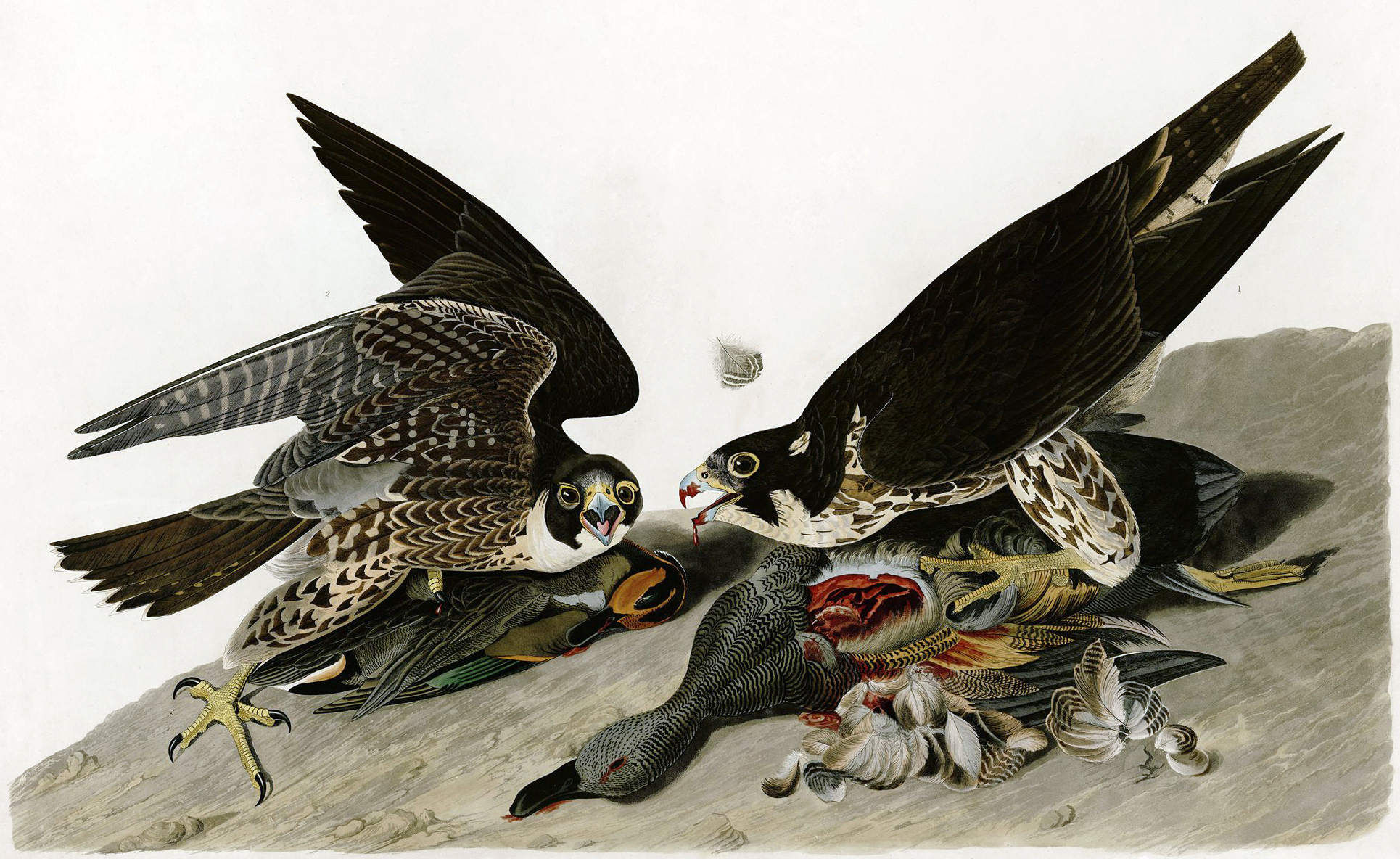
Faucons pèlerins Falco peregrinus.
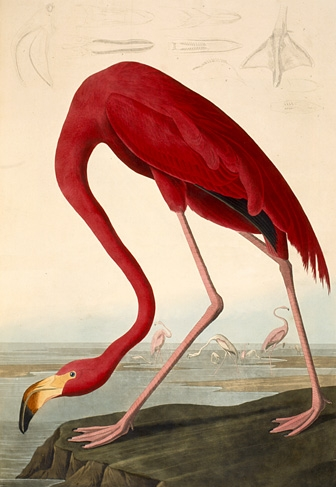
Flamant rose Phoenicopterus ruber.

## Ventes
Le 7 décembre 2010, un exemplaire de Birds of America s'est vendu 8,6 millions d'euros chez Sotheby's, à Londres. Un autre exemplaire avait déjà été adjugé pour 7 millions d'euros en 2000.